# Качулат синигер
Европейският качулат синигер, или просто качулат синигер (Lophophanes cristatus) (по-рано Parus cristatus), е птица от семейство Синигерови. Той е широко разпространен в иглолистни гори из Европа, от Иберийския полуостров до Русия на запад и дори голяма част от Скандинавския полуостров. Среща се и в България. В България е защитен вид според Приложение 3 на Закона за биологичното разнообразие.

## Физически характеристики
Дължината на тялото му е 10-12 см. Главата е с черно-бяла окраска и ясно изразена триъгълна качулка. Гърлото му е черно, а горната част на крилете и гърбът – кафеникави. Гърдите и коремът са с мръсно-бял цвят. Има минимална вариация на окраската, като някои индивиди в Западна и Южна Европа може да са по-топло кафяви отгоре, а страните на тялото да са с червеникаво-кафяв нюанс.

## Разпространение
Световната популация на качулатия синигер е между 9 230 000 и 16 500 000 индивида. Среща се почти навсякъде в Европа в иглолистни гори до 2300 м надморска височина. В южна Европа на места се среща и в широколистни гори. Във Великобритания е ограничен до няколко региони в Шотландия.
В България видът е със стабилно разпространение и численост, като популацията наброява между 7000 и 10 000 двойки. Има петнисто разпространение, свързано с иглолистния пояс във високите части на Рила, Пирин, Славянка, Западните Родопи и Витоша, както и в Западна и Централна Стара планина, където поради липсата на същински иглолистен пояс, разпространението е по-разпръснато. Среща се на места и по-ниско в Лозенската планина и Ихтиманска Средна гора. Живее между 1200 и 2000 м н.в. Размножава се в Западните Родопи и Пирин, но в неголям брой.
Много рядко срещан в селища.
Предимно целогодишен вид, но през зимата може и да мигрира.

## Начин на живот и хранене
Качелятият синигер се храни с насекоми (включително гъсеници) и семена, понякога и плодове. Често може да бъде видян да търси храна на земята или по ниски клони.
Размножителният период на качулатите синигери е от март до юни. Двойките са моногамни и са заедно доживот.
Гнезди в хралупи в гнили стволове или дънери, които сам дълбае. Понякога може да ползва и дупка в дървена ограда или в земята. Често ползва къщички за птици. Гнездото е с формата на купичка, изградена от мъхове, лишеи, животинска козина и пера. Снася от 5 до 11 яйца.